# Леонардо Пасос Алвес
Леонардо Пасос Алвес або просто Леонардо (порт.-браз. Leonardo Passos Alves, нар. 29 листопада 1989, Жакобіна, штат Баїя, Бразилія) — бразильський футболіст, нападник саудівського клубу «Аль-Іттіфак».

## Життєпис
У футбол розпочинав грати в команді «Греміо» (Жасіара) в 2008 році. Потім два роки провів в португальському клубі «Віла Меан». Після повернення на батьківщину виступав в командах «Корінтіанс» (Масейо), «Крісіума» і КРБ. У 2012 році грав в оренді в чемпіонаті Ізраїлю за «Бейтар» (Єрусалим) і «Хапоель» (Акко). Після нетривалого перебування в бразильському «Греміу Баруері», повернувся в Європу, де восени 2013 року продовжив кар'єру в українському клубі «Металург» (Запоріжжя). У Прем'єр-лізі дебютував 29 вересня 2013 року в грі проти «Металіста». Єдиним голом в українському чемпіонаті відзначився 2 серпня 2014 року в ворота «Говерли». Взимку 2015 року повернувся до ізраїльський чемпіонат, поповнивши команду Ліги Леуміт — ХАКО (Рамат-Ган). З 2015 року виступав у садівських клубах «Аль-Муджаззел», «Аль-Іттіфак» та «Ат-Таї».